# علجوم بوفو
علجوم بوفو (باللاتينية: Bufo) ، تنتمي لرتبة ضفادع.

## أنواع مختارة
- ضفدع اخضر
- ضفدع علبة